# David Puttnam
David Terence Puttnam, Baron Puttnam, född 25 februari 1941 i Southgate, Enfield, London, är en brittisk filmproducent.
Puttnam föddes i London och började sin karriär i reklambranschen. I slutet av 1960-talet började han med filmproduktion. Bland hans mest kända filmer hör Bugsy Malone, Midnight Express, Duellanterna, Triumfens ögonblick och Dödens fält. Puttnam var chef för Columbia Pictures 1986-1988.